# 北方红旗
北京北方红旗精密机械制造有限公司，簡稱北方红旗，1975年在總部北京成立，中國兵器工業集團旗下公司。
現時主要業務轴精镗专机、回转式组合机床、移动式组合机床、数控DF喷吸深孔钻机床、发动机缸盖气导管孔专机、高速小型加工中心及高速圆工作台铣床为主导产品，承接整条生产线的交钥匙工程及各类设备的设计、制造及配套服务。現時董事長朱向軍。
到了1999年，正式劃歸中國兵器工業集團公司轄下企業。

## 外部連結
- 北京北方红旗精密机械制造有限公司